# Xinhua News Agency
Xinhua News Agency (prescurtat Xinhua) este o agenție de știri din China fondată în anul 1931 sub numele Red China News Agency. Agenția are reporteri în 100 de țări din întreaga lume.
Xinhua furnizează știri în limbile chineză, engleză, franceză, rusă, arabă și spaniolă.
Număr de angajați în 2005: 8.400

## Critici
Conform organizației Reporteri fără frontiere, jurnaliștii angajați de Xinhua sunt selectați riguros și îndoctrinați pentru a produce rapoarte media care sunt punctul de vedere oficial al Partidul Comunist Chinez. Xinhua a fost acuzată ca fiind "cea mai mare agenție de propagandă a lumii", ei susțin că Xinhua distorsionează știrile internaționale și prezintă dispreț față de oponenții guvernului în timp ce sprijină națiunile care încalcă drepturile omului.. În 2006, Xinhua a emis directive care interzic agențiilor străine să vândă știri în mod direct altor agenții de știri Chineze.